# Портик Нового Эрмитажа
По́ртик Но́вого Эрмита́жа — крыльцо в виде крытой галереи перед главным входом в здание Нового Эрмитажа в Санкт-Петербурге, расположенной на главном (южном) фасаде здания, выходящем на Миллионную улицу. До середины 1920-х годов здесь был вход в музей.
Портик украшают десять огромных фигур атлантов работы скульптора А. И. Теребенёва с помощниками из серого сердобольского гранита, стоящие на постаментах из гранита-рапакиви и поддерживающих архитрав. Остальные элементы портика — пилоны, фриз и колонки балкона — выполнены из кирновского мраморизованного известняка. Во время реставрации здания 2000 года кирновский камень был закрашен под вид штукатурки, в результате чего исчезли его естественный цвет и фактура.
Атланты Эрмитажа являются одним из символов Санкт-Петербурга; именно они вдохновили Александра Городницкого на написание песни «Атланты»:

… Где без питья и хлеба, забытые в веках,

Атланты держат небо на каменных руках.

## История создания

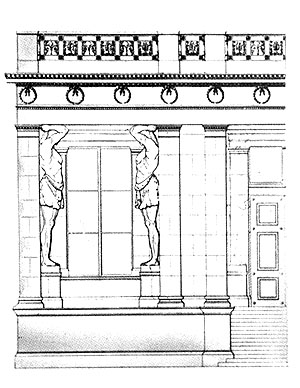
Проект портика, выполненный Лео фон Кленце в 1843 году

Автор проекта здания Нового Эрмитажа мюнхенский архитектор Лео фон Кленце в 1843 году представил на рассмотрение Комиссии по восстановлению Зимнего дворца два рисунка портика — с кариатидами и атлантами. Были «поданы на высочайшее утверждение вопросы и предложения, адресованные Кленце и согласованные с ним», где под пунктом 2 значится: «Для гранитных кариатид в подъездной портик доставлены два рисунка: один с фигурами женскими, а другой с мужскими. Не приличнее ли будет принять к руководству сей последний рисунок…».
Прототипом послужили фигуры древнегреческого храма Зевса Олимпийского в Акраганте на Сицилии (ныне Агридженто; ок. 480 г. до н. э.). В соответствии с замыслом Кленце скульптор Иоганн Гальбиг выполнил уменьшенную модель в виде мужской фигуры атланта; модель из Мюнхена была прислана в Санкт-Петербург. В 1846 году Теребенёв изготовил модель атланта в натуральную величину, которая в итоге и была принята. Член Комиссии архитектор В. П. Стасов настоял на том, чтобы поверхность скульптур была отполирована до блеска.
Фигуры изготавливали под руководством Теребенёва в течение двух лет. Ему помогали около 150 каменотёсов, каждый из которых занимался своей частью — руками, ногами, торсом…; лица Тербенёв заканчивал собственноручно. Фигуры были установлены к 1 сентября 1848 года. Высота каждой составила 7 аршинов (5 метров).
Композиция портика столь убедительна, что не все замечают курьёза: огромные гранитные фигуры с невероятным напряжением поддерживают лёгкий балкон. Вопреки распространённому мнению Кленце планировал использовать мотив сицилийских теламонов (так называли фигуры атлантов в древности) не снаружи, а в интерьере Зала камей и Второго зала медалей Нового Эрмитажа. Там их можно увидеть и в наше время. В этих залах абрис фигур, в отличие от наружных статуй, почти в точности повторяет античный образец. Однако более оригинальными и известными стали именно атланты наружного портика.
Кленце в изданном им в 1850 году к окончанию строительства Нового Эрмитажа увраже писал:

Красота и благородный стиль этих скульптур, чистота и тонкость работы и блеск полировки не оставляют желать ничего лучшего и позволяют заявить, что если египетские фараоны выполняли свои монолитные колоссы, то эти теламоны для Крайнего Севера ничуть их не хуже.

## Повреждения

### Деформации и трещины
Первые трещины в стенах и перекрытиях Нового Эрмитажа были отмечены в 1880-х — 1890-х годах; вскоре было сделано предположение, что они связаны с появлением наклонной осадки фундамента из-за осадки правой (то есть выходящей на Зимнюю канавку) части здания. Более всего от этой осадки пострадал портик. Трещины на скульптурах атлантов впервые были замечены в 1909 году, новые трещины появлялись в 1914, 1921, 1948, 1976, 1987, 1997, 2000 годах. На правой стороне портика образовалась сквозная трещина, продолжившаяся в верхней части здания; при реставрации эта трещина была оформлена в искусственно созданный осадочный шов.
В 1997 году была проведена инженерная оценка состояния и устойчивости конструктивных элементов портика, включая атлантов; измерения выполнялись с помощью высокочувствительных датчиков — пьезоакселерометров.
Портик жёстко связан с фасадной стеной здания: в уровне перекрытий (над 1-м этажом) и в уровне фундаментов (в подвальной части здания). В результате основная часть здания, нагруженная больше, оседая, увлекает за собой портик. Неравномерная осадка — крен в сторону здания — вызывает деформации: в измерениях 1997 года максимальное горизонтальное смещение (до 4 см) было отмечено в верхнем уровне четырёх атлантов, расположенных по поперечным осям портика.
Атланты были установлены на гранитные постаменты и поддерживают головой и руками балки-прогоны портика. Проект предполагал, что эти балки будут опираться только на колонны, а атланты не будут несущим элементом. Однако даже при небольшой деформации конструкции деформируются и скульптуры, испытывающие дополнительные напряжения (особенно в верхней и нижней частях); это приводит к возникновению трещин.
По результатам исследования были сделаны рекомендации: каким-либо образом убрать жёсткую связь между портиком и зданием (например, сделав гибкое шарнирное соединение). Также предлагалось изменить соединение скульптур с балками-прогонами, исключив опирание балок — при этом для обеспечения устойчивости атлантов необходимо создать специальные горизонтальные связи. Однако до сих пор не дошло до какой-либо практической реализации этих рекомендаций.

### Попадание снаряда
Во время ленинградской блокады, 29 декабря 1941 года, в портик Нового Эрмитажа попал снаряд (один из 30 снарядов из дальнобойных орудий, попавших в здания Эрмитажа). Один из атлантов был повреждён особенно серьёзно — на его торсе образовалась рваная «рана».

## Фотографии

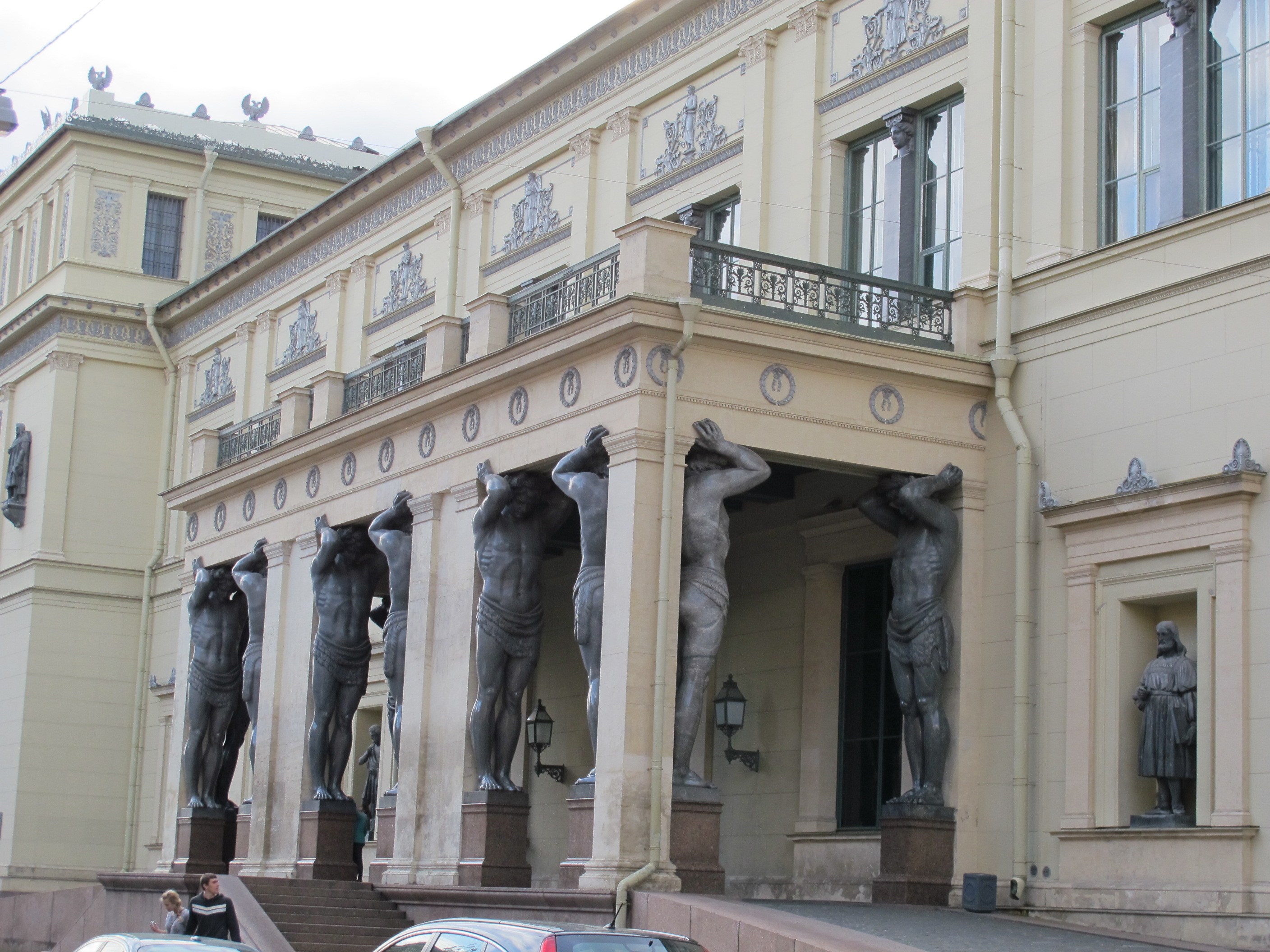
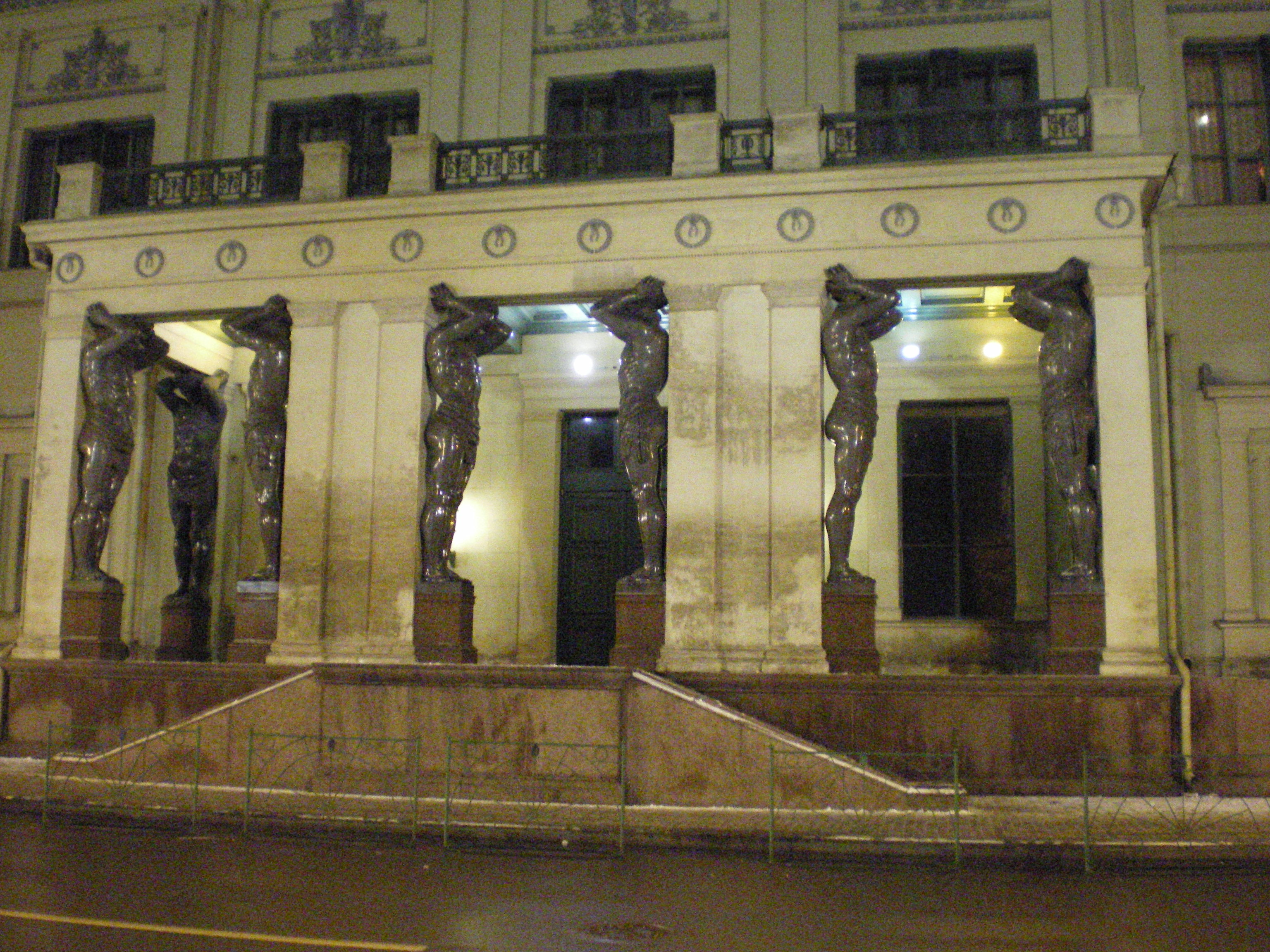
Вид при вечернем освещении
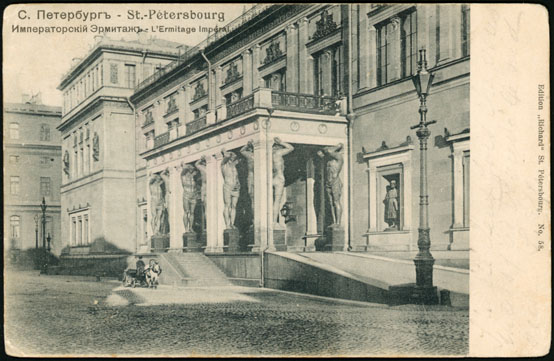
Почтовая карточка 1900-х годов

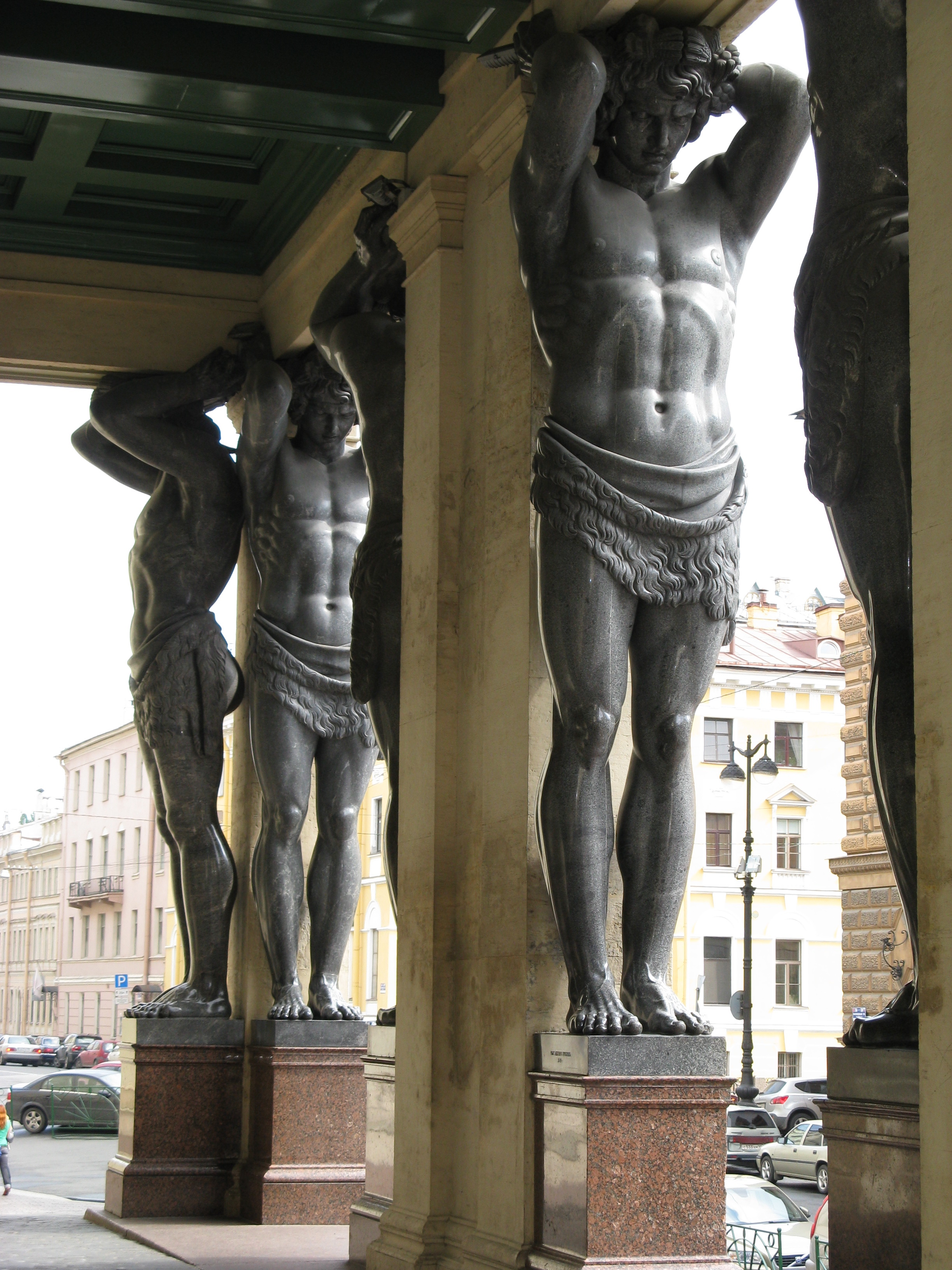
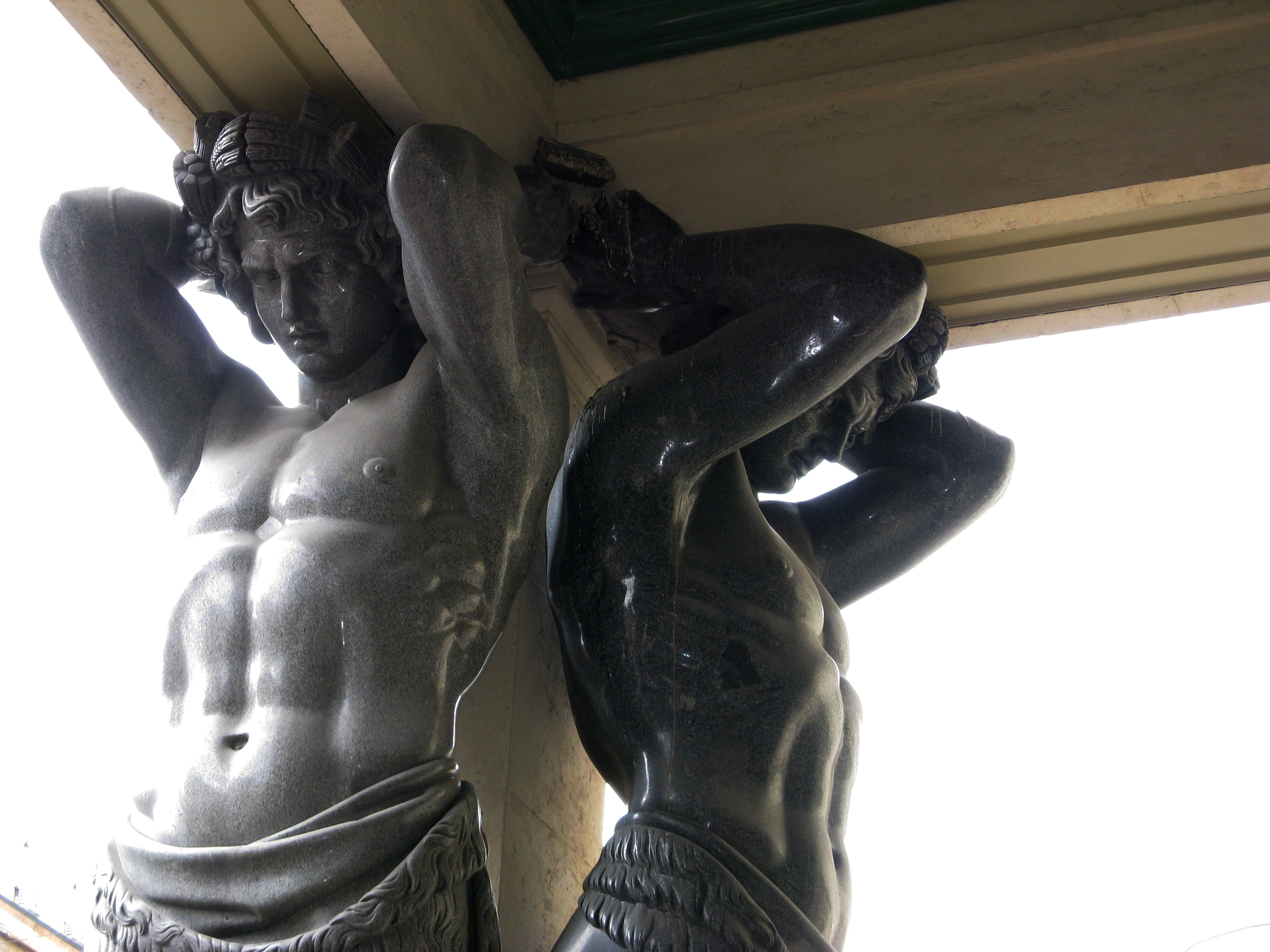
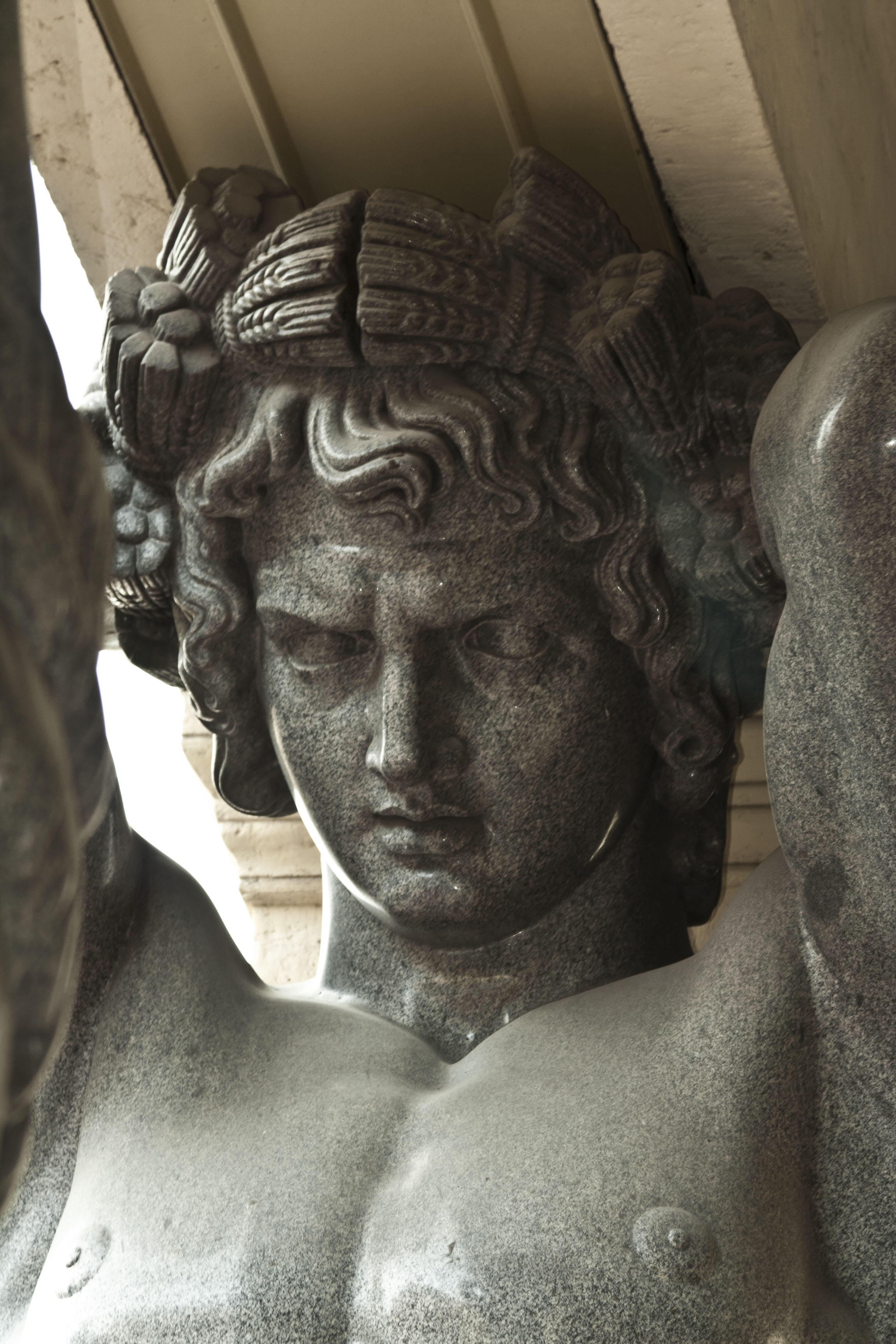
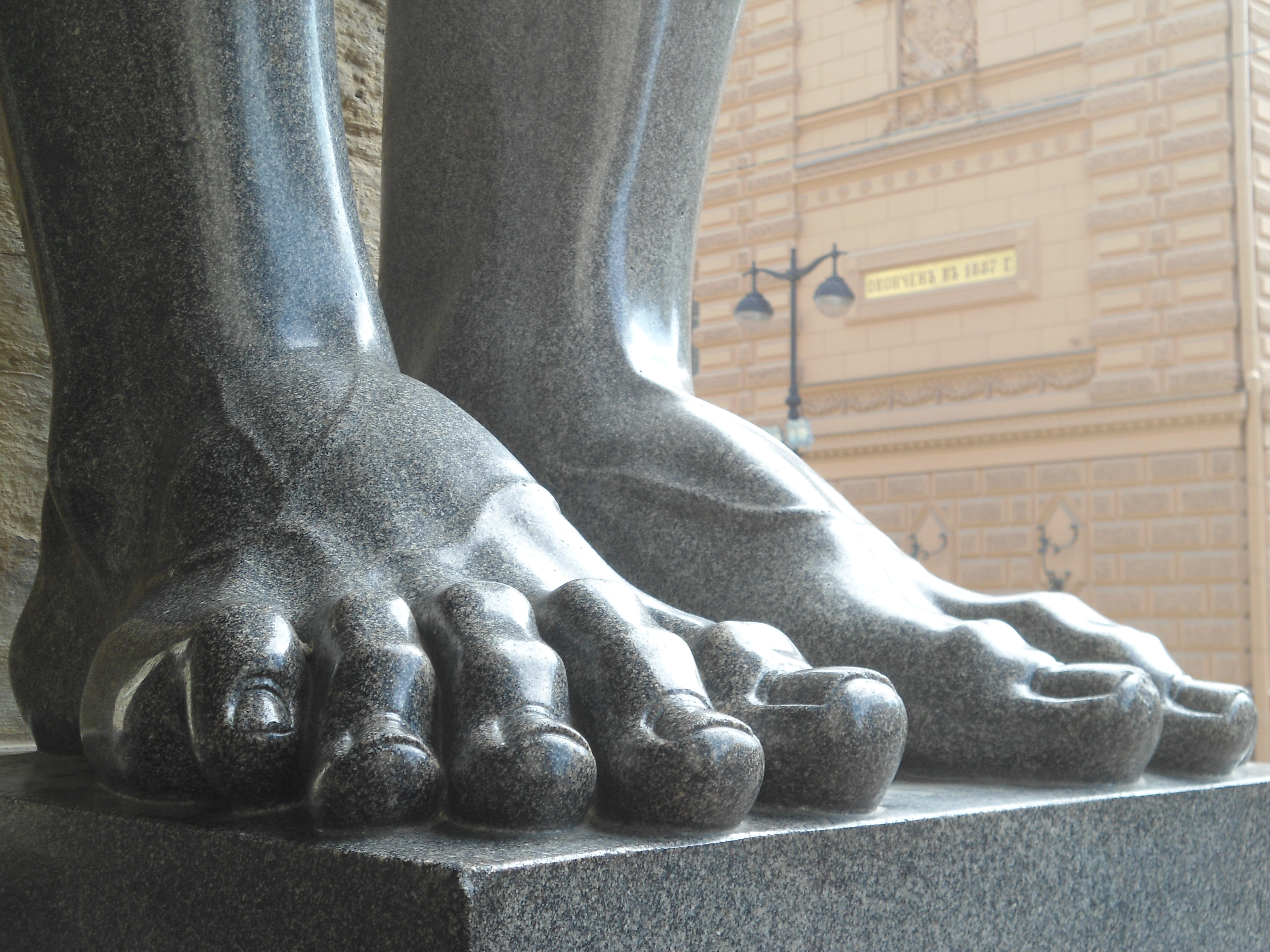

### История создания
- Портик на сайте Эрмитажа
- Милица Коршунова. Новый Эрмитаж и его первая экспозиция Архивная копия от 22 апреля 2012 на Wayback Machine // «Наше наследие». — № 66, 2003

### Деформации и трещины
- Алексеев С. И. К вопросу о деформациях фигур атлантов портика Нового Эрмитажа Архивная копия от 1 июня 2008 на Wayback Machine // «Реконструкция городов и геотехническое строительство». — № 3, 2000
- Михаил Кулыбин. Конверсионные технологии — в помощь реставраторам // «Петербургский строительный рынок». — № 3, 2003